# Пастухова, Вера Семёновна
Вера Семёновна Пастухова (род. 1957) — советская и российская спортсменка, Мастер спорта СССР и Заслуженный тренер России по художественной гимнастике.

## Биография
Имеет высшее физкультурное образование. Выполнила нормативы Мастера спорта СССР ещё на первом курсе института. Входила в молодежную сборную команду РСФСР по художественной гимнастике. Несколько лет работала тренером по хореографии в ДСО «Спартак» в Свердловске. С 1993 года и по настоящий момент работает тренером (старшим тренером-преподавателем отделения художественной гимнастики) в школе Олимпийского резерва «Виктория» в Екатеринбурге. За время своей работы подготовила ряд спортсменов, в т.ч. и Юлию Иванову, заслуженного мастера спорта России, призёра Олимпийских игр 1996 года в Атланте и чемпионку Мира 1993 и 1995 годов, а также Алию Гараеву, многократного призёра чемпионатов Европы и мира.
В 1986 году Вере Семёновне было присвоено звание «Судья республиканской категории». В 1996 году также удостоилась звания «Заслуженный тренер России».
Ныне продолжает участие в проведении крупных соревнований по спортивной гимнастике в качестве судьи. Является соавтором программы для учреждений дополнительного образования спортивной направленности в сфере художественной гимнастики.